# Cal Gaspar Ivars
Cal Gaspar Ivars és una obra de Seròs (Segrià) inclosa a l'Inventari del Patrimoni Arquitectònic de Catalunya.

## Descripció
Edifici de planta baixa, primer pis i golfes, en cantonera amb façana poc conservada i molt modificada. Amb portal d'arc de mig punt adovellat i escut a la seva clau. A la façana del portal es veuen set finestres, totes allindades; una a l'altura del portal, tres al primer pis, amb ampit motllurat i llinda d'un sol carreu, i les altres tres a les golfes.
L'aparell és de carreus de pedra prou ben escairats, amb un ràfec de tres motllures ondulades.
A l'interior, les escales compten amb baranes de fusta tornejada.

## Història
Va pertànyer també als majorals del duc.